# Черниговский комбинат химического волокна
Черниговский комбинат химического волокна (укр. Чернігівський комбінат хімічного волокна) — закрытое предприятие. Ранее был одним из ведущих предприятий химической промышленности Украины и одним из градообразующих предприятий Чернигова. В 2013 году предприятие ликвидировано, после банкротства. На базе предприятия созданы две компании.

## История

### 1959—1991
9 января 1956 года вышло постановление о строительстве в Чернигове завода синтетического волокна (проектная мощность выпуска капроновых нитей — 16 600 тонн в год). Первым директором завода стал Вячеслав Яковлевич Радченко.
Первый камень на промышленной площадке завода заложен 6 апреля 1957 года. Завод объявлен комсомольской ударной стройкой. 21 декабря 1959 года, был досрочно введён в эксплуатацию опытный цех, получены первые метры капроновой нити.
- 1960 — принято постановление о строительстве первого в стране производства по выпуску анидного волокна.
- 1961 — закончено строительство корпусов основного производства и запущена первая очередь черниговский завода синтетического волокна.
- 1962 — досрочно освоена проектная мощность первой очереди завода.
- 1963 — введена в эксплуатацию вторая очередь завода. В январе начато строительство производство по выпуску анидных нитей.
- 1964 — предприятие вышло на полную проектную мощность, создан цех по выпуску товаров народного потребления, освоен процесс регенерации капролактама.

В 1965 году было сдано в эксплуатацию первое в СССР производство по выпуску анидного волокна и получено первое анидное волокно (промышленное производство анидного волокна завод начал 19 февраля 1966 года).
В 1969 году завод получил новое название: Черниговский комбинат химического волокна.
В 1975 году комбинат стал головным предприятием Черниговского производственного объединения «Химволокно».
В 1977 году на комбинате был получен 100-миллионный квадратный метр кордной ткани.
В 1984 году на предприятии был получен миллиардный метр кордной ткани.
По состоянию на 1985 год, комбинат производил 60 наименований продукции, в том числе 30 видов нитей и волокон для предприятий текстильно-трикотажной промышленности СССР, а также технические нити из анида и капрона и кордная ткань увеличенной прочности (выпуск которой комбинат освоил первым среди предприятий СССР).

### После 1991
По состоянию на начало 1990-х годов, комбинат химического волокна входил в число наиболее важных и крупных предприятий города Чернигов.
1 сентября 1993 года находившееся на балансе комбината ПТУ № 1-профессионально-техническое училище (которое стало в 2006 году Черниговским профессиональным лицеем химической промишленности-ЧПЛХП) передали в коммунальную собственность города.
В 1995 году предприятие попало в «Перечень объектов, которые подлежат обязательной приватизации в 1995 году» (Перелік об'єктів, що підлягають обов’язковій приватизації у 1995 р.), согласно постановлению Кабинета Министров Украины от 15 мая 1995 года № 343.
В августе 1997 года комбинат был включён в перечень предприятий, имеющих стратегическое значение для экономики и безопасности Украины.
В марте 1998 года Кабинет министров Украины закрепил контрольный пакет в размере 51 % акций предприятия в государственной собственности, но уже в ноябре 1998 года уменьшил количество закреплённых в государственной собственности акций предприятия до 50 % + 1 акция.
6 сентября 1999 года Кабинет министров Украины уменьшил количество закреплённых в государственной собственности акций предприятия до 25 % + 1 акция.
29 марта 2001 года Кабинет министров Украины принял решение о продаже государственного пакета акций предприятия.
В 2002 предприятие вошло в холдинговую компанию «Амтел».
В 2003 предприятие вошло в состав газотрейдинговой компании ЗАО «Корпорация Энерготрансинвест»; сертифицирована система управления качеством предприятия на соответствие ISO 9001:2000.
В 2004 году численность работников предприятия составляла 4300 человек. В июле 2004 года Верховный суд Украины признал ОАО «Черниговское химволокно» банкротом.
В 2006 году предприятие получило рекордный доход в размере 406 млн гривен и, взяв кредит в размере 5 млн долларов США, осуществило реконструкцию — в эксплуатацию бы введён цех пропитки и термообработки кордных тканей с новым оборудованием. 2006 год «Черниговское волокно» завершило с чистой прибылью 6,3 млн гривен.
Начавшийся в 2008 году экономический кризис осложнил положение предприятия. Премьер-министр Украины Юлия Тимошенко в частном порядке распорядилась остановить производство не взирая на обращения работников концерна. Причиной послужила война алигархических кланов (на тот момент держателем контрольного пакета акций предприятия являлся Александр Янукович, сын Виктора Федоровича Януковича). 85 % продукции продавалось на экспорт (существенное влияние оказало сокращение объёмов производства украинских и зарубежных шинных заводов, которые являлись покупателями шинного корда). С начала ноября 2008 года началось сокращение работников, 1 января 2009 года были временно остановлены основные производства (анидное и капроновое), к февралю 2009 года были уволены свыше 100 работников. В конце марта 2009 года общая численность работников предприятия уменьшилась до 4 тысяч человек.
В сентябре 2010 года комбинат возобновил производство шинного корда и завершил 2010 год с убытком в размере 137,9 млн гривен, сократив чистый доход на 63,14 % — до 49 млн гривен.
2011 год «Черниговское химволокно» завершило с убытком в размере 90,237 млн гривен.
Акционерное общество «Химволокно» в г. Чернигов, производящей кордную ткань, химические волокна и нити (до середины 2011 года по 22,3 % акций «Черниговское Химволокно» принадлежали компаниям «Сервис-Энерго» и «меркуран», 22,4 % — компании «Микроинвест» (г. Киев), 14,6 % — «Eurosteel Trade Limited» (Белиз); во второй половине 2011 года 50 % акций ОАО «Черниговское химволокно» было сконцентрировано у компаний, подконтрольных российскому финансово-промышленному концерну «Альфа-Групп», созданного российским миллиардером Михаилом Фридманом.

## Производство
Производственные площади предприятия составляют свыше 200 га. Производство и предприятие закрыты.
По данным на 2012 год согласно сайту предприятия
Предприятие выпускает более 70 видов основной продукции и 100 видов товаров народного потребления, включая: кордные ткани (капроновые и анидные), полиамидные нити (текстильные, трикотажные, технические и многокруточные для рыболовства и зашивки мешков), полиамидные грануляты (ПА-6 и ПА-6,6), полиамидные мононити (леску) и волокна, полипропиленовые мононити, литьевые изделия из полиамида, товары народного потребления (сетку бытовую, шпагаты упаковочный и сеновязальный, ткань рюкзачная, шнуры бытовые крученые и плетёные, тросы буксирные лодочные и автомобильные, колготы женские, брюки спортивные, пряжу и т. д.).
В состав входят производства: капроновых технических нитей для кордных тканей и технических изделий, нитей текстильного назначения; анидных технических нитей для кордных тканей и технических изделий; товаров народного потребления. Предприятие постоянно повышает производственную мощность за счёт реконструкции и ввода в эксплуатацию новых технологических линий и оборудования: выпуск капроновых нитей по расплавляемому методу, производство полиамидных мононитей (лески), установок непрерывной экстракции и сушки (НЭС-20М), каскадного полиамидирования (ЛКП-20), непрерывной сушки (НС), узла крашения полиамида в массе и другие. Максимальная мощность предприятия по выпуску капроновых, анидных нитей и волокон составляла 61 тыс. тонн в год.